# Памятник Александру Мясникяну (Ереван)
Памятник Александру Мясникяну — скульптурный монумент, расположенный в парке 2800-летия Еревана близ улицы Сурб Григора Лусаворича в Ереване. Пространство перед памятником носит название площади Александра Мясникяна.
Памятник выполнен в стиле советского модернизма и включен в список недвижимых памятников истории и культуры административного района Кентрон города Еревана под номером 1.6/131.

## История памятника
10 февраля 1976 года в Ереване был установлен памятный камень о строительстве памятника Александру Мясникяну.
Открытие памятника состоялось 25 ноября 1980 года во время празднования 60-летия СССР на улице Красной Армии (ныне улица Сурб Григора Лусаворича). Скульптуром выступил заслуженный художник Армянской ССР Ара Шираз, а архитектором — главный архитектор Еревана Джим Торосян.
В 2020—2022 годах по инициативе и финансированию Микаела и Карена Варданянов были проведены работы по капитальному ремонту монументального комплекса, находящегося в аварийном состоянии.

## Описание
Памятник выполнен из розового гранита, его высота составляет 8,6 метра. За спиной Мясникяна расположены пять базальтовых пилонов и узорная стела с традиционным армянским узором из цветов, гранатов и ростков.
На одном из гранитных пилонов за статуей выгравирована первая строка четверостишия, написанного в память о Мясникяне армянским поэтом Егише Чаренцем 16 апреля 1936 года:
Наирийское солнце было в тебе, сияя ленинским огнём. Оригинальный текст (арм.)Նաիրյան արևն էր քո մեջ՝ լենինյան հրով ճառագած

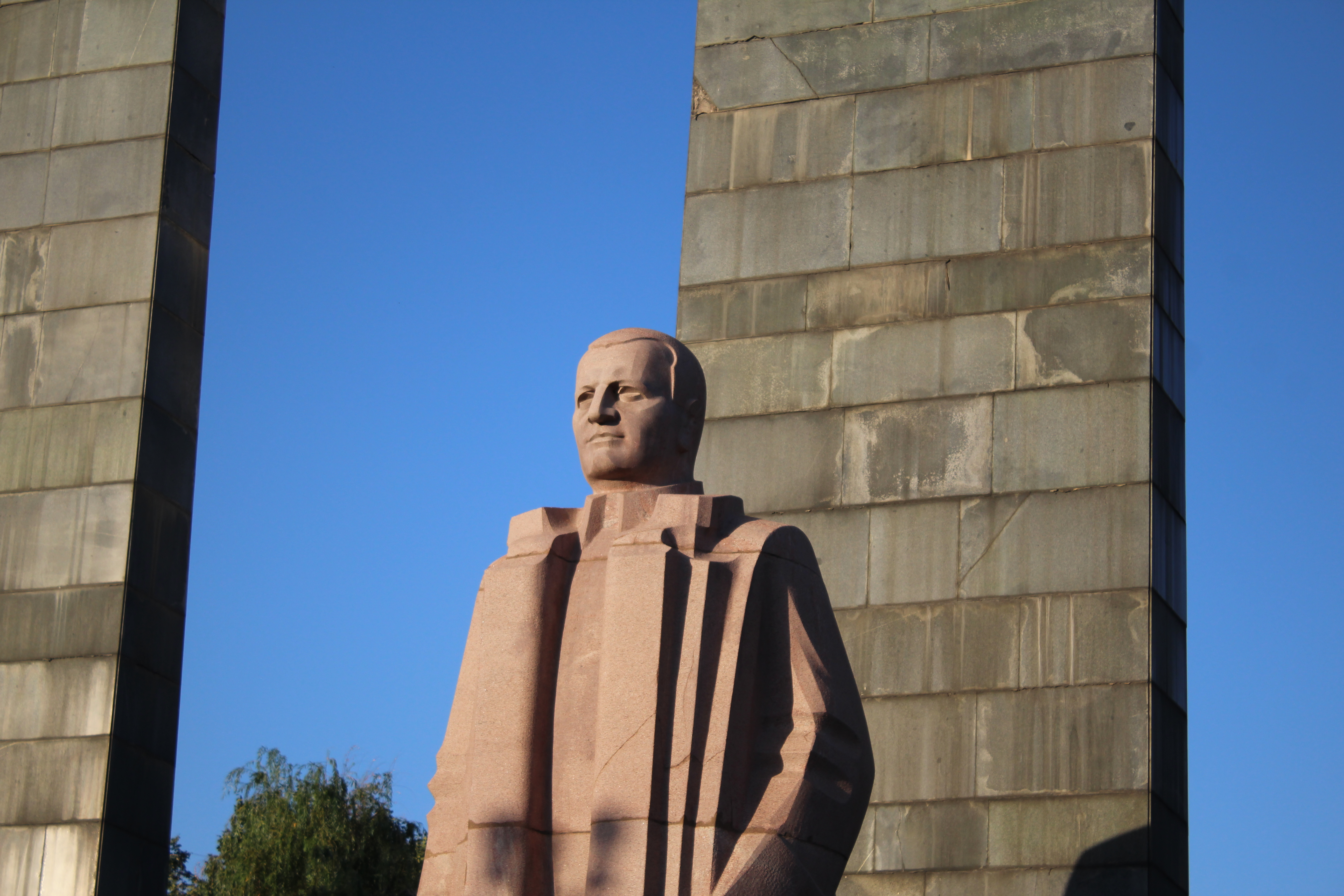
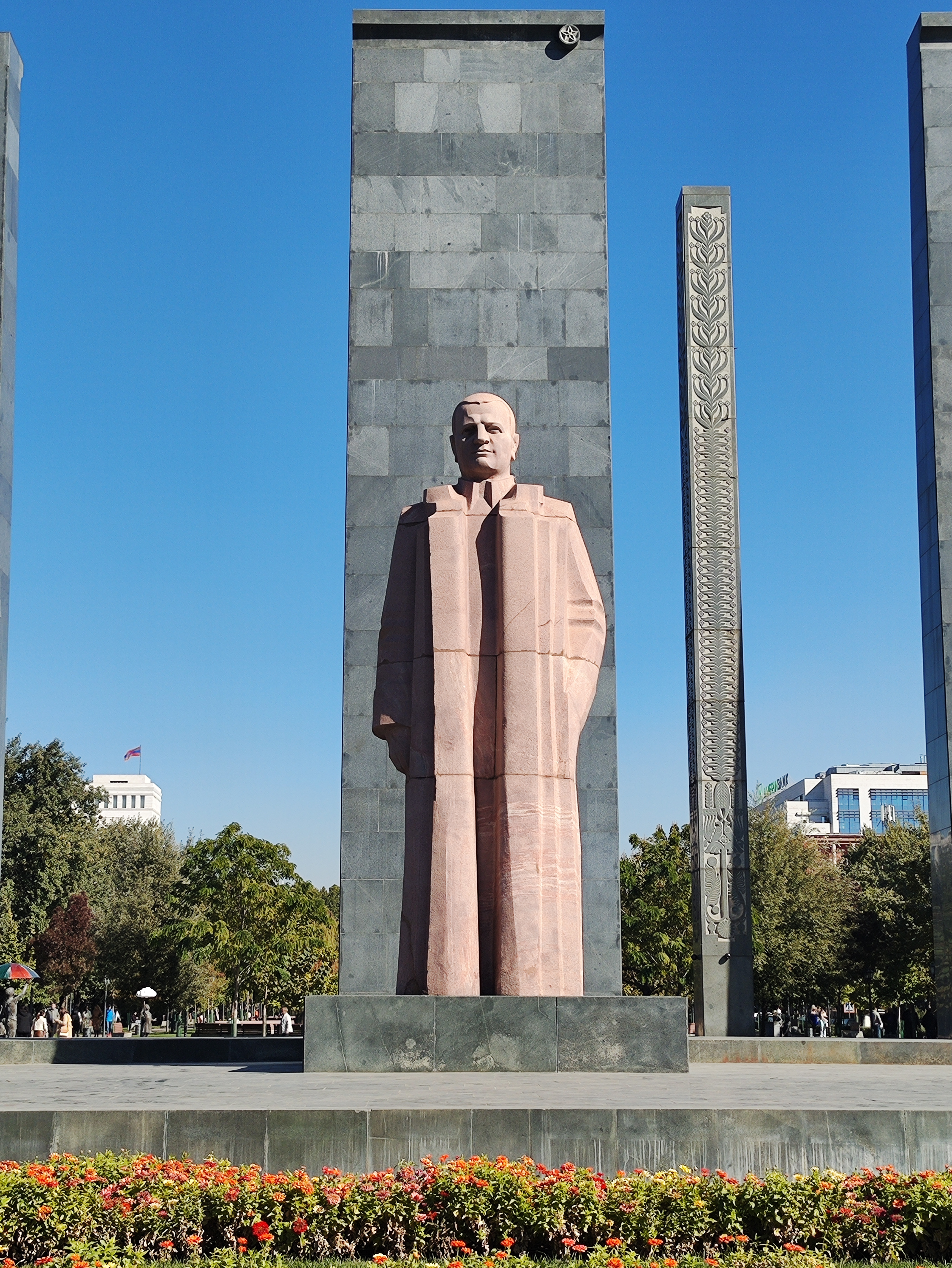
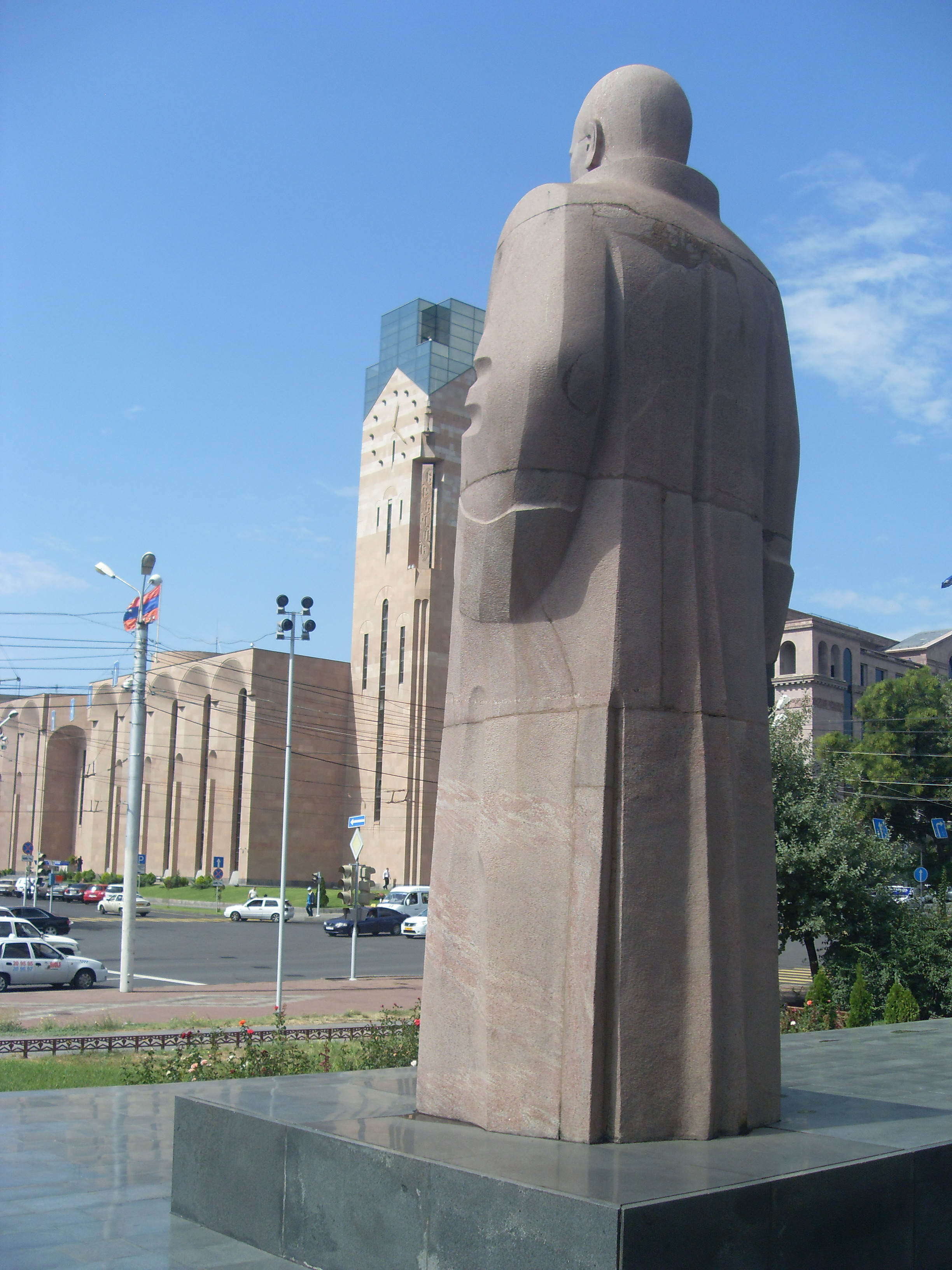
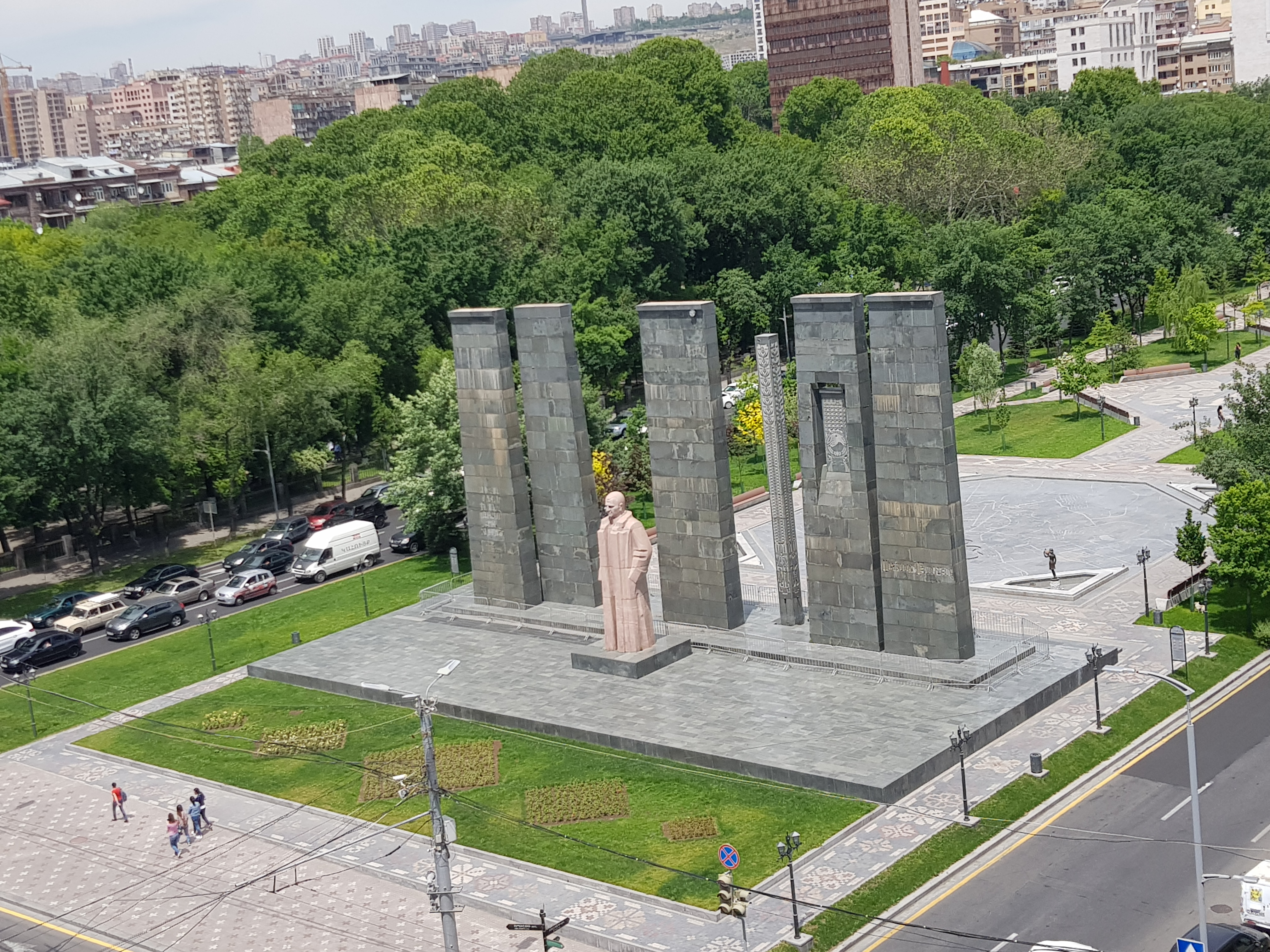
Вид монумента с высоты